# Gábor Novák
Gábor Novák (Budapest, 14 de agosto de 1934-5 de agosto de 2021) fue un deportista húngaro que compitió en piragüismo en la modalidad de aguas tranquilas.
Participó en los Juegos Olímpicos de Helsinki 1952, obteniendo una medalla de plata en la prueba de C1 10 000 m.

## Palmarés internacional
| Juegos Olímpicos | Juegos Olímpicos     | Juegos Olímpicos | Juegos Olímpicos |
| Año              | Lugar                | Medalla          | Competición      |
| ---------------- | -------------------- | ---------------- | ---------------- |
| 1952             | Helsinki (Finlandia) | Medalla de plata | C1 10 000 m      |